# Óxido de ítrio(III)
Óxido de ítrio(III), também chamado ítria, sesquióxido de ítrio, trióxido de ítrio, trióxido de diítrio ou  óxido de ítrio(3+), é um composto químico de fórmula Y2O3. É uma cerâmica refratária  (ponto de fusão de 2 410 °C), apresentando-se como um sólido branco, estável ao ar livre e na presença de metais reativos fundidos, como titânio ou urânio, e cristallizado no sistema cúbico e no grupo espacial Ia 3 (n°206), com o parâmetro de rede a =1,012 nm[4].  Seu índice de refração é 1,93.
O óxido de ítrio é utilizado como um material de partida (precursor) comum, tanto para materiais como para outros compostos inorgânicos.

## Descrição
A ítria é o óxido natural do elemento químico ítrio, uma das terras raras, formando um composto de fórmula química Y2O3. Considerado inicialmente como um elemento químico, este óxido foi descoberto por Carl Gustaf Mosander em 1843, quando conseguiu separar o mineral gadolinite em três fracções que denominou ítria, érbia e térbia.
É utilizado como dopante para estabilizar a fase cúbica ou tetragonal da zircónia à temperatura ambiente.